# Ніко Оямякі
Ніко Оямякі (фін. Niko Ojamäki; 17 червня 1995, м. Порі, Фінляндія) — фінський хокеїст, правий нападник, олімпійський чемпіон. Виступає за клуб Таппара у Лійзі.
Вихованець хокейної школи «Ессят» (Порі). Виступав за «Ессят» (Порі).
У чемпіонатах Фінляндії — 39 матчів (3+3).
У складі молодіжної збірної Фінляндії учасник чемпіонатів світу 2015. У складі юніорської збірної Фінляндії учасник чемпіонату світу 2013.
Досягнення
- Бронзовий призер юніорського чемпіонату світу (2013).